# (79983) 1999 DF9
(79983) 1999 DF9 est un objet transneptunien faisant partie des cubewanos.

## Caractéristiques
(79983) 1999 DF9 mesure environ 290 km de diamètre.

## Orbite
L'orbite de 1999 DF9 possède un demi-grand axe de 46,269 ua et une période orbitale d'environ 315 ans. Son périhélie l'amène à 39,753 ua du Soleil et son aphélie l'en éloigne de 52,785 ua.

## Découverte
(79983) 1999 DF9 a été découvert le 20 février 1999.